# Highlands (Caroline du Nord)
Pour les articles homonymes, voir Highland.
Highlands est une ville américaine située dans les comtés de Macon et Jackson, dans l'État de Caroline du Nord. En 2010, sa population était de 924 habitants.

## Démographie
| 1880 | 1900 | 1910 | 1920 | 1930 | 1940 |
| ---- | ---- | ---- | ---- | ---- | ---- |
| 82   | 233  | 249  | 267  | 443  | 569  |

| 1950 | 1960 | 1970 | 1980 | 1990 | 2000 |
| ---- | ---- | ---- | ---- | ---- | ---- |
| 515  | 597  | 583  | 653  | 948  | 909  |

| 2010 | - | - | - | - | - |
| ---- | - | - | - | - | - |
| 924  | - | - | - | - | - |